# Associação Internacional de Túneis
Fundada em 1974 a International Tunnelling Association - ITA, em português, Associação Internacional de Túneis, possui 52 nações membros e cerca de 284 associados.
Os focos da associação são:
1. Encorajar o uso do espaço subterrâneo para o benefício de público, do meio ambiente, e do desenvolvimento sustentável; e
2. Promover o avanço em termos de planejamento, projeto, construção, manutenção e segurança de túneis e espaços subterrâneos.